# 33405 Rekhtman
33405 Rekhtman este o planetă minoră (asteroid) din centura de asteroizi. A fost descoperită pe 12 februarie 1999 la Experimental Test Site⁠(d) de Lincoln Near-Earth Asteroid Research. 
Obiectul prezintă o orbită caracterizată de o semiaxă mare de 2,2331134 UAi, o excentricitate de 0,16, o înclinație de 3,35296 ° în raport cu ecliptica.